# 딕 디킨슨
딕 디킨슨(Dick Dickinson, 1895년 9월 16일 ~ 1956년 7월 27일)은 미국의 영화배우다. 1920년에서 1954년 사이에 90편 이상의 영화에 출연했다.
아이오와주 팁톤에서 출생하였고 로스앤젤레스에서 사망하였다.

## 영화
- 웨스트 오브 더 디바이드 (1934년)
- 라이트닝 스트라이크스 웨스트 (1940년]]
- 프랑켄슈타인의 집 (1944년)